# انتصاب الموت
انتصاب الموت (بالإنجليزية: Death erection)‏ أو كما يُطلق عليه شهوة الملاك أو الانتصاب الأخير، هي تلك الحالة التي تحدث انتصاب للقضيب بعد الموت. تقنيّاً القساح الذي لوحظ في أجساد الرجال الذين تمَّ إعدامهم بطريقة الشنق تحديداً.

## نظرة عامة
و تعزى هذه الظاهرة إلى الضغط على المخيخ الحادث بواسطة الخناق أو حبل المشنقة.
يُعتبر القساح أحد الأعراض الغريبة للأمراض التي تصيب الحبل الشوكى وفي هذه الحالات يخلو تماماً من أي إحساس حِسّي ويوجد فقط برفقة الشلل الحركي وقد يحدث بشكل عفوىٍّ بعد إصابة الحبل الشوكي في حادثٍ مثلاً. وقد يحدث هذا نتيجة إثارة منطقة من الحبل الشوكى بشكل غير مطلوب تحت مستوى وجود المرض و ذلك الجزء يعتبر محروماً من الإشارات التنظيمية القادمة من المخ. الضغط على المخيخ يعتبر العامل الأساسي في حالات القساح الحادث بعد القتل شنقاً أو الانتحار شنقاً. وهناكَ مثيل مُسجّل كما في كاستارو الإيطالية حيث اعترف شخصٌ ما بقيامه بشنق نفسه جزئياً حتى يصل إلى المتعة الجنسية.
الموت شنقاً عن الطريق القتل أو الانتحار لوحِظَ أنهُ يؤثر على الأعضاء التناسلية في كلٍّ من الرجال والنساء. عند النساء يحدث احتقان لكلٍ من البظر والشفرتين وربما توجد إفرازات على هيئة دم من المهبل. أما عند الرجال فيحدث انتصاب كامل أو غير كامل للقضيب وأيضاً قد يحدث إفراز بول أو مخاط أو سائل بروستاتى والذي هو أمر شائع الحدوث حيث يحدث بنسبة حالة لكل ثلاث حالات. أسباب الوفاة الأخرى قد تؤدي إلى نفس الأعراض مثل الإصابات القاتلة بطلقات نارية في الرأس، تلف الأوعية الدموية الرئيسية وأيضاً الموت بسبب التسمم العنيف. وحدوث القساح بعد الموت دليل على أن الوفاة كانت سريعة وعنيفة.